# Жоржина
Жоржи́на (лат. Dáhlia) — рід рослин родини айстрові, або складноцвіті (Compositae).
Сюди відносяться 9 вельми великих багаторічників з великими голівками квіток, іноді кулястими. У дикорослих американських видів голівка суцвіття завжди складається з квіток двох родів: по краях всього суцвіття розташовані язичкові, або неплідні, квітки (як у соняшника), зазвичай білого кольору, а в середині (в диску) дрібні трубчасті жовті квіти, що приносять плоди. У наших садах ці форми зустрічаються зрідка, але більшість жоржин всіх відтінків належить до маси садових різновидів та махрових сортів, у яких усі серединні квітки перетворені культурою в неплодючі язичкові, внаслідок чого суцвіття стає щільнішим, повнішим, доходячи до кулястої форми та різних тонів забарвлення, нерідко навіть із барвистими квітами.

## Історія

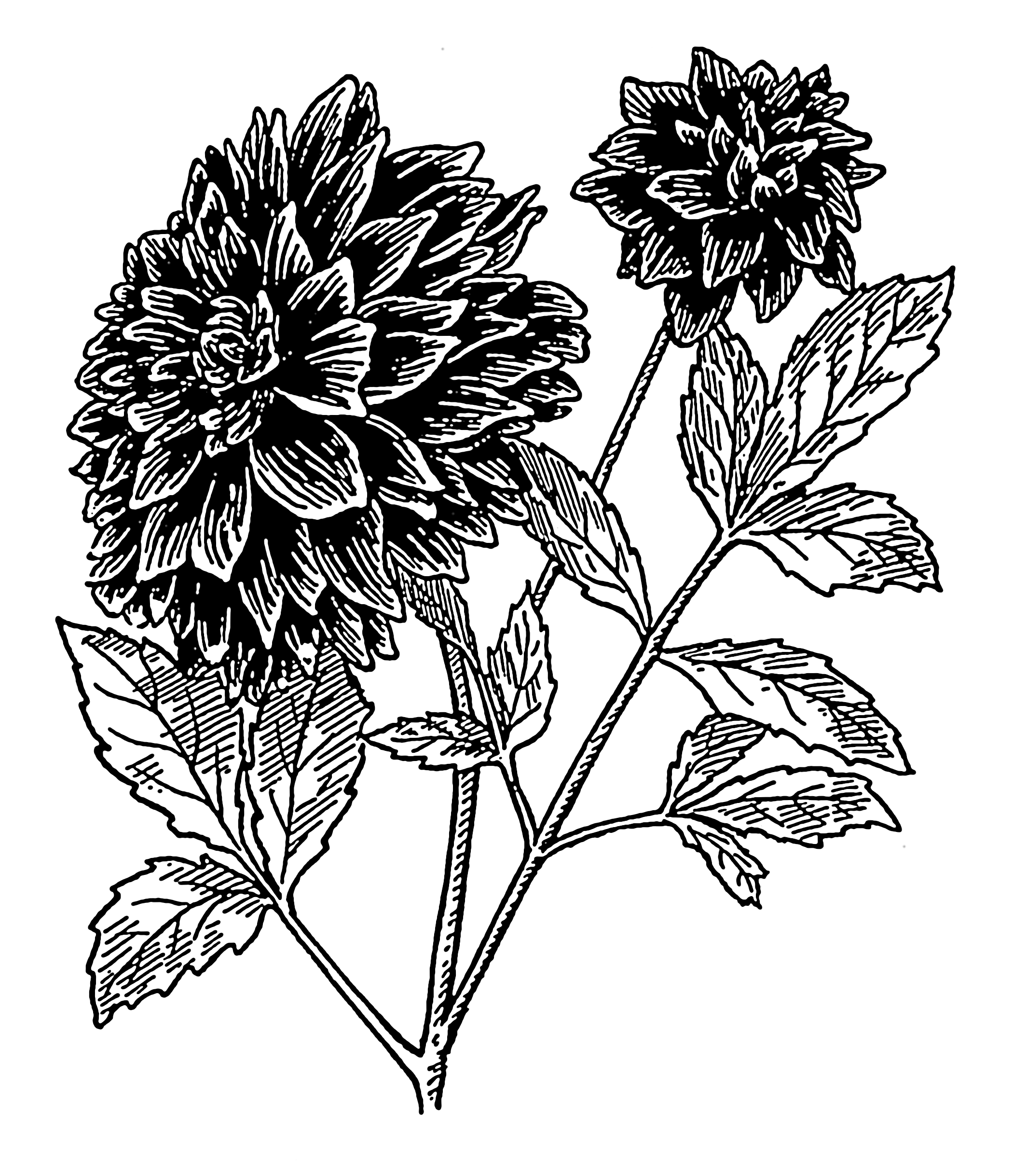
Жоржина зі звіту Ф. Ернандеса

Ф. Ернандес відвідав Мексику в 1615 і помітив два дивовижні сорти жоржин, які він зазначив у своєму звіті про лікарські рослини Нової Іспанії, що була опублікована у 1651. Століттям пізніше французький ботанік Ніколя Жозеф Тьєрі де Менонвіль, що був відряджений до Мексики, щоб вкрасти кошеніль, що цінується за свій червоний барвник, зазначив у своїй офіційній доповіді (у 1787 році) дивовижно красиві квіти.
Після цього насіння цих квітів були надіслані із ботанічного саду в Мехіко до Мадрида, де були висаджені і розквітли в жовтні 1789 року, і отримали назву Dahlia coccinea (так їх нарік голова Мадридського ботанічного саду Антоніо Хосе Каванільєс у 1791 році).
Декілька зернин були надіслані до Англії, де вони були висаджені та зійшли, але пізніше квіти були втрачені.
Між іншим, коли бульби жоржин були доставлені до Іспанії, передбачалося, що можна, дотримуючись індійської традиції, використовувати їх для задоволення гастрономічних інтересів, на зразок картоплі. Але смак бульб виявився невідповідним для європейських шлунків, проте монарх був так вражений квітами, що наказав вирощувати тільки в королівському саду палацу Ескуріал.
А. Каванілліс, королівський ботанік, вивчивши рослину, дав їй не лише опис, а й іншу назву — Далія — зроблене ним від імені свого шведського колеги А. Даля, учня Карла Ліннея. Попри всі заходи, здійснювані для того, щоб зберегти мексиканське диво тільки в одному місці, не минуло й півтора десятка років, як воно з'явилося у Франції, і незабаром — Англії та Німеччини, Бельгії, Голландії.
У деяких джерелах історія ця видається просто детективною: нібито квіти були викрадені з клумб, бувши вирваними з них разом з об'ємистими грудками землі, тобто ці самі клумби виявилися абсолютно знівеченими. Іспанський монарх приписав крадіжку французам, оскільки з ними країна мала на ту пору напружені відносини. За іншою версією, посадковий матеріал жоржин був подарований маркізі Бьюб, дружині англійського посла в Іспанії.
Але і поведінка германців Мадриду не сподобалася. Річ у тім, що німецький селекціонер Карл Людвіг Вільденов заперечив проти доречності назви «Далія» на тій підставі, що раніше її вже отримав один з південноамериканських чагарників, і запропонував перейменувати рослину в жоржин, на честь професора Петербурзької Академії наук Йоганна Готліба Георгі. Так що Росія виявилася певним чином причетною до походження слова, такого звичного сьогодні для наших вух. Але в наукових класифікаціях квітка таки іменується Dahlia.
Знайомство флористів Голландії із жоржиною сталося в той час, коли коробка коріння жоржин була направлена з Мексики до Нідерландів. Тільки одна рослина пережила мандрівку, але заквітла винятковими червоними квітками з гострими пелюстками.
Розплідники в Європі схрестили цю рослину, що була названа Жоржина juarezii, з жоржинами, що були виявлені раніше: це прабатьки всіх сучасних гібридів жоржини. Ботанічний сад у Парижі отримав жоржини в 1802 році, знову ж таки з Мадрида. Другий вид, D.variabilis, був, нарешті, успішно вирощений в 1804 році садівником Holland House, Kensington, леді Холланд, який отримав насіння з Мадрида. Раннім розплідником жоржин був граф Леон-Шарль-де-ЛеЛ'єр Віль-Сюр-Арс, інтендант Шато-де-Сен-Клу, в 1806 році у своїх теплицях та садах, він вивів три двокольорових сорти жоржин (із чотирьох базових сортів).
Потім трапилася неприємність: жоржини-Далії в Європі стали хиріти, і щоб врятувати їх, потрібна була експедиція на пошуки дикорослих видів, щоб провести схрещування з ними.
Честь знахідки належить Олександру Гумбольдту та Еме Бонплану: п'ять років вони мандрували Америкою, побувавши у Венесуелі, Колумбії, Чилі, Перу, Бразилії, на Кубі, в США, і лише в горах Мексики на них так довго чекала удача.
XIX століття називають золотим для жоржин, бо Європа пережила «жоржинову лихоманку». Ціни як на зрізані квіти, так і на бульби до того підскочили, що стали виникати легенди про те, як бідні садівники завдяки їй ставали чи не мільйонерами (втім, вкупі з «тюльпановою лихоманкою» — дуже можливо, що таке траплялося).
З 1813 комерційні селекціонери займаються розведенням жоржин, створюючи тисячі сортів, як правило, обирали цю рослину за її неймовірні і яскраві квіти.
У Росію жоржини ввозили з-за кордону. Так, вже 1842 року в Москві та Петербурзі можна було купити колекції жоржин, що складаються з 200 сортів.
На самому початку 1920-х років Радянський уряд закупив в США колекцію жоржин, яка була висаджена на Братцевскій станції нових культур.
Жоржина була названа національною квіткою Мексики в 1963 році.

## Ботанічний опис
Листя прості, попарно сидячі. Порожні стебла досягають у висоту до 2,5 м. Коріння клубневідно-потовщені.
Рід об'єднує, за різними даними, від 4 до 24 видів, поширених переважно в гірських районах Мексики, Гватемали, Колумбії. Налічується близько тридцяти видів і близько 15 000 сортів жоржин.
Багаторічні рослини з м'ясистими, клубневідно-потовщеним корінням. Надземна частина рослин щорічно відмирає до кореневої шийки. Стебла прямі, гіллясті, гладкі або шорсткуваті, порожнисті, до 250 см заввишки.
Листя перисті, іноді двічі або тричі перисті, рідше цілісні, 10—40 см завдовжки, різного ступеня опушеними, зелені або пурпурові, розташовані супротивно. Суцвіття — кошики. Обгортка чашоподібні, що складається з 2—3 рядів зелених листочків, зрощених в основі. Крайові квітки язичкові, великі, різного забарвлення і форми; середині — трубчасті, золотисто-жовті або коричнево-червоні. Плід — сім'янка. У 1 г близько 140 насіння, що зберігають до 3 років можливість сходити.

## Поширення
Серед «диких» видів жоржин, що зростають в Америці слід вказати Dahlia imperialis, що сягає до 6 метрів висоти; квіти у ній двоякі: крайові — білі, неплідні, у невеликій кількості, а серединні — жовті, плідні; листя складні.
Найпоширенішим видом у Європі (в садах) є жоржина садова, яка в дикому вигляді має різноколірні крайові (язичкові) квіти та жовті в середині (трубчасті); з цього-то виду й пішла в безліч форм сучасних жоржин, які цвітуть у кінці літа і восени.

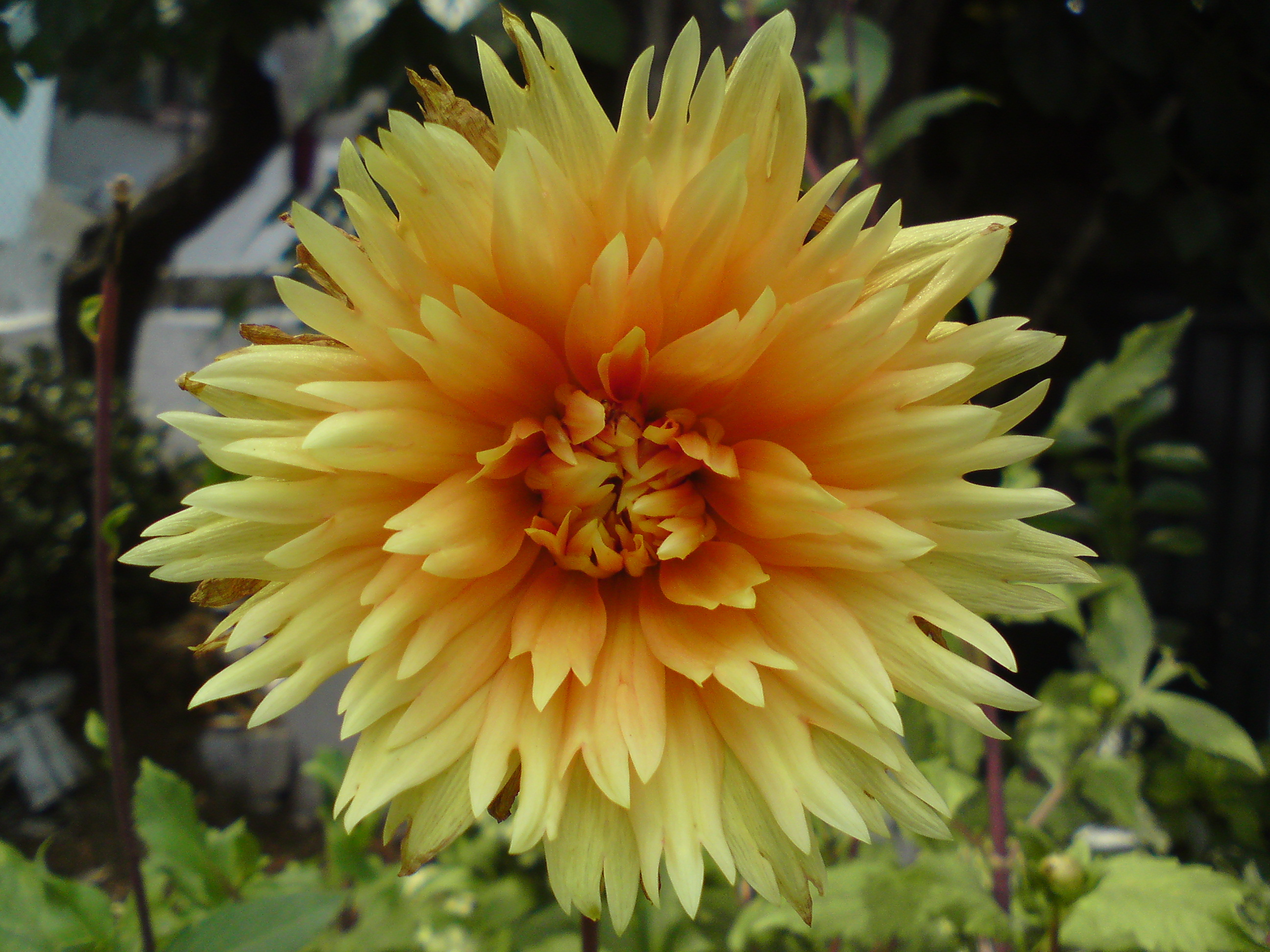
Жоржина жовта
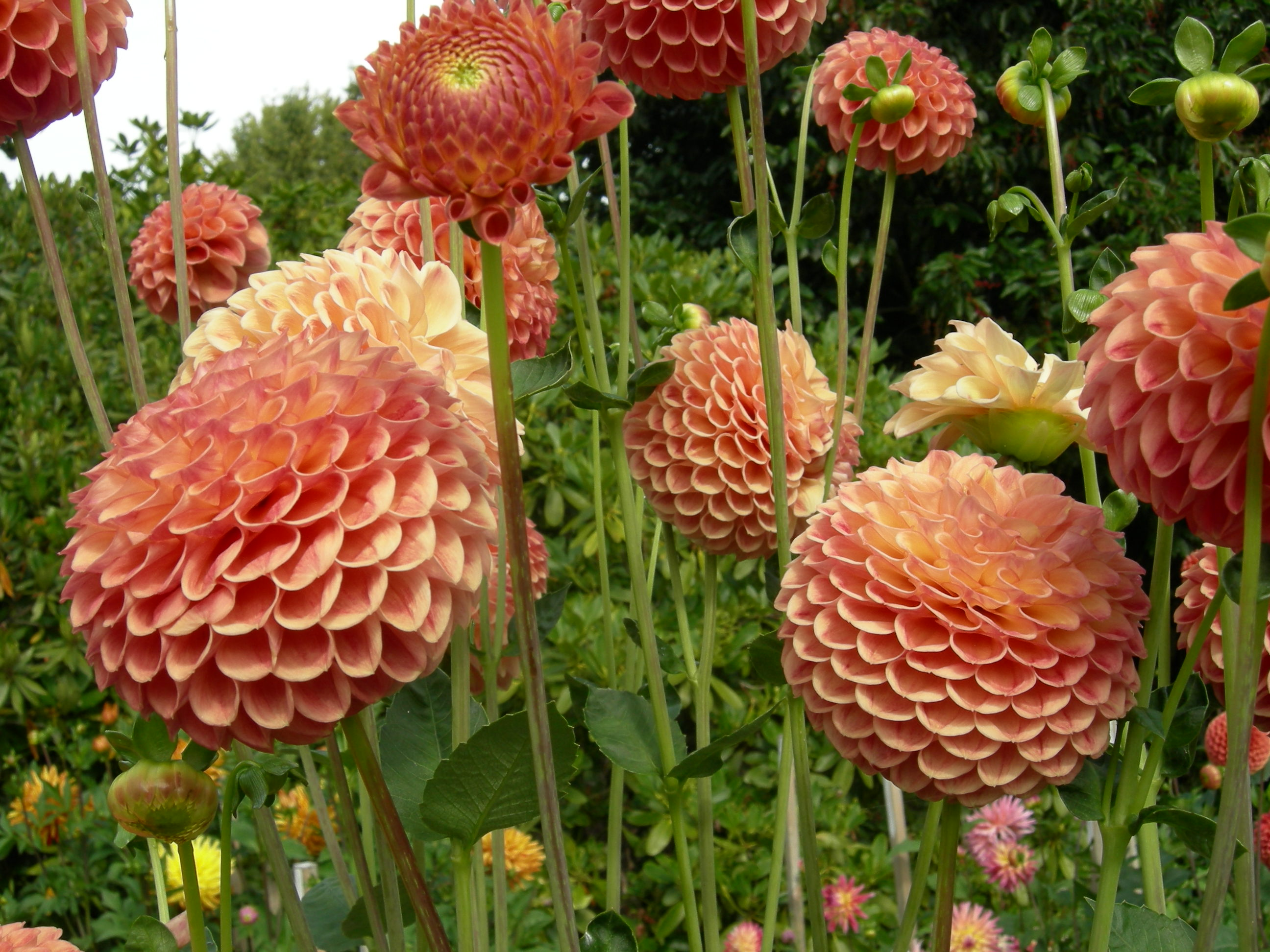
Помпонна жоржина,Volunteer Park Dahlia Garden, Сієтл, штат Вашингтон
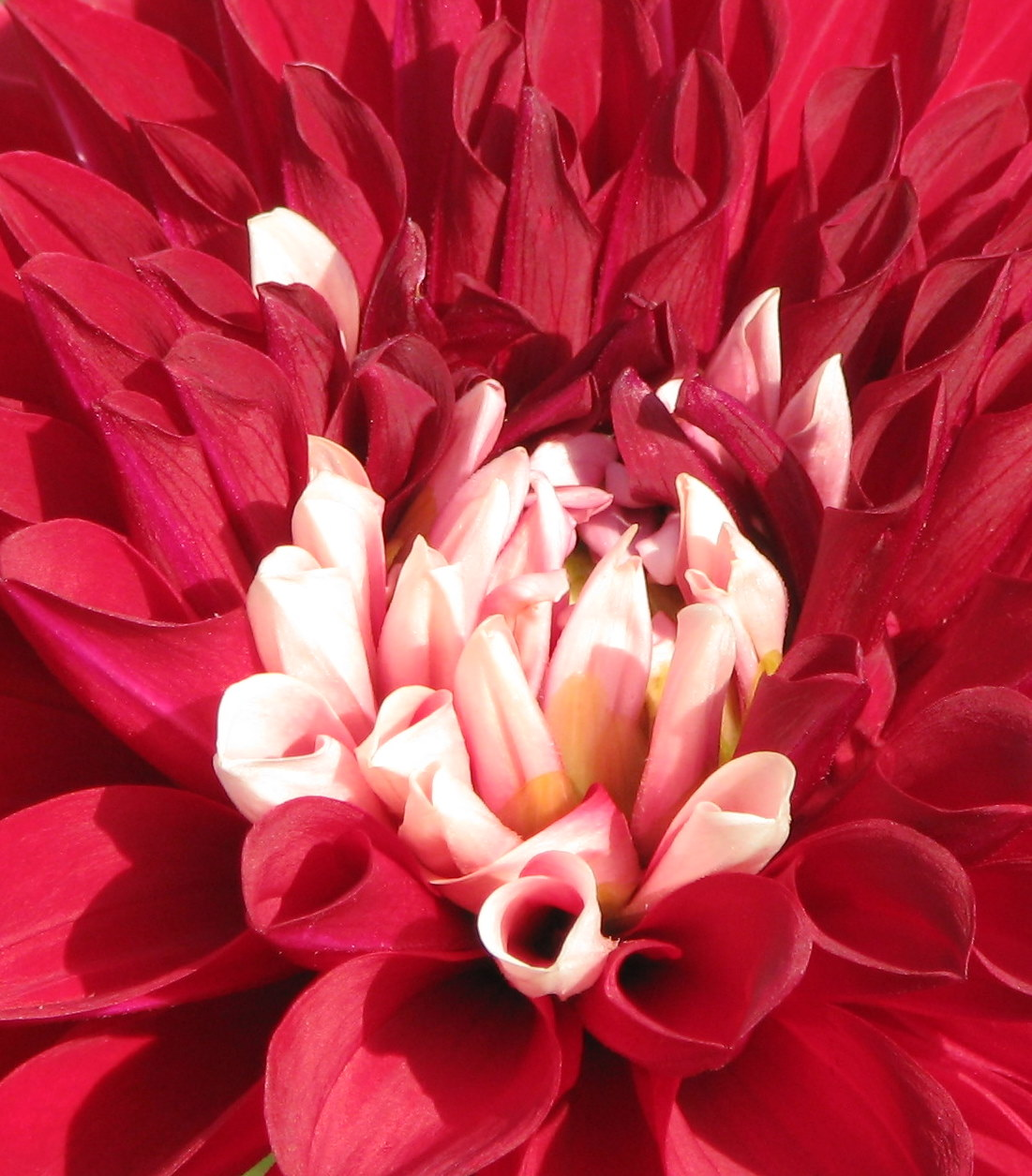
Двокольорова жоржина
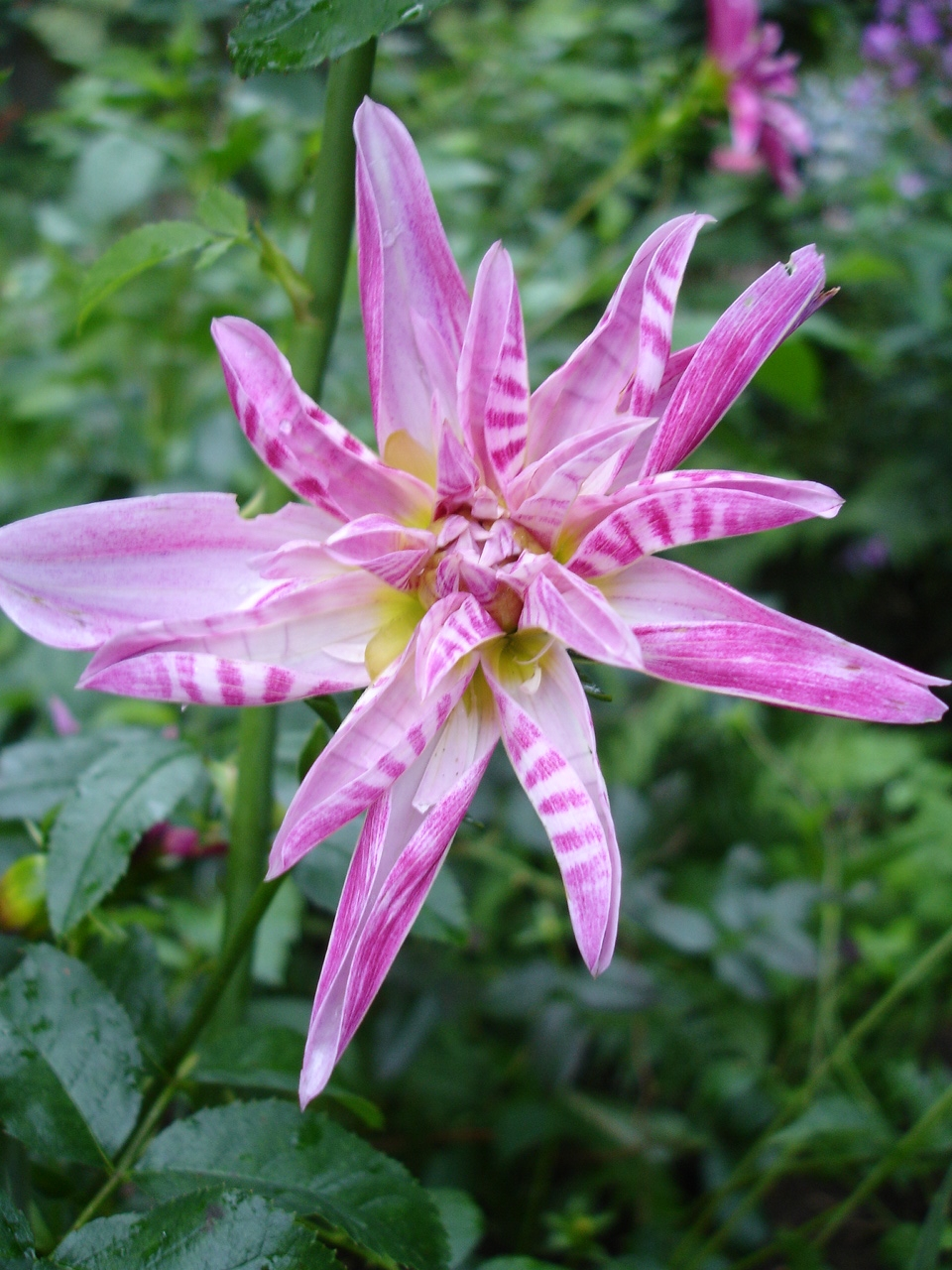
Орхідеєподібний сорт
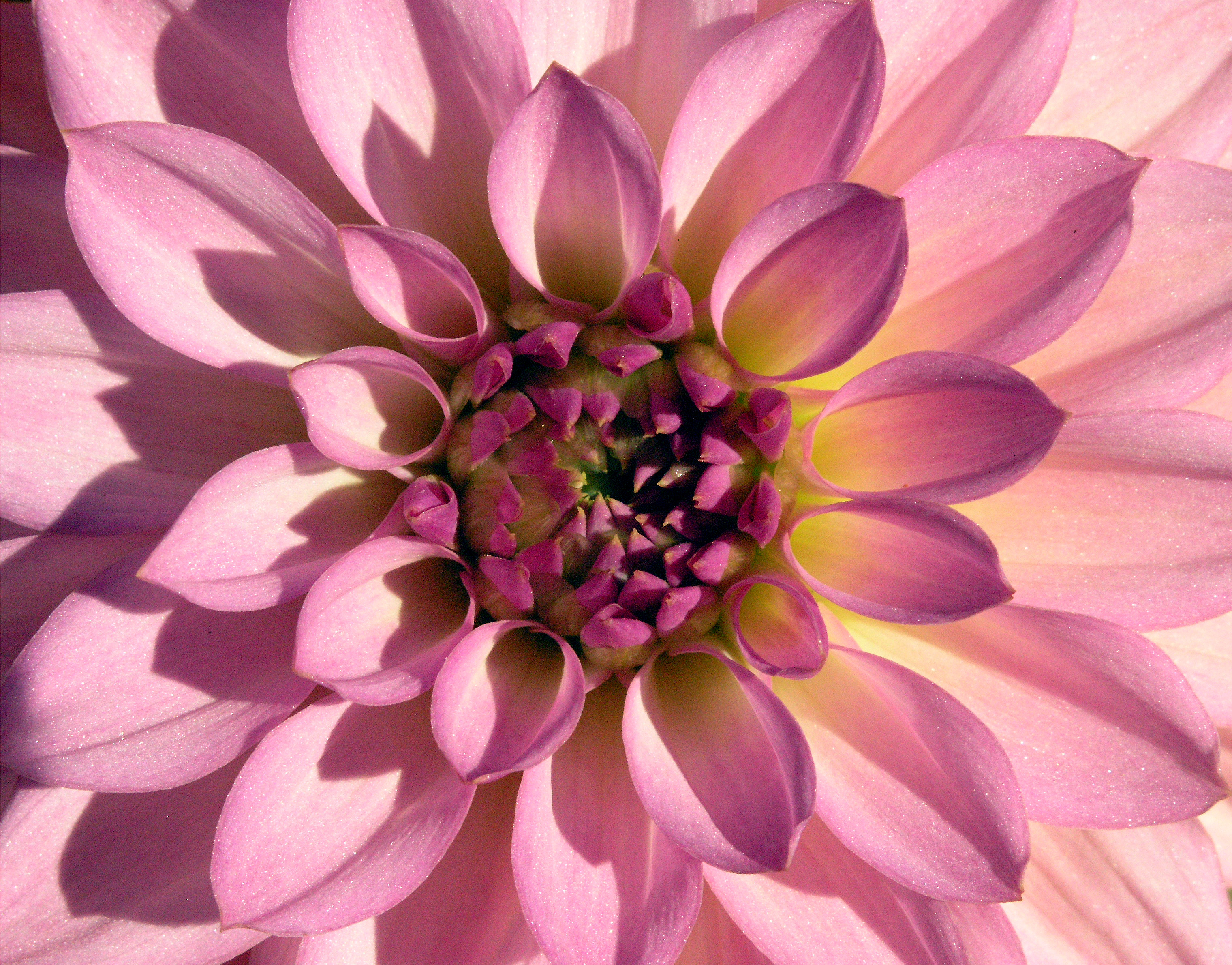
Пурпурова жоржина, Портленд, штат Орегон, США
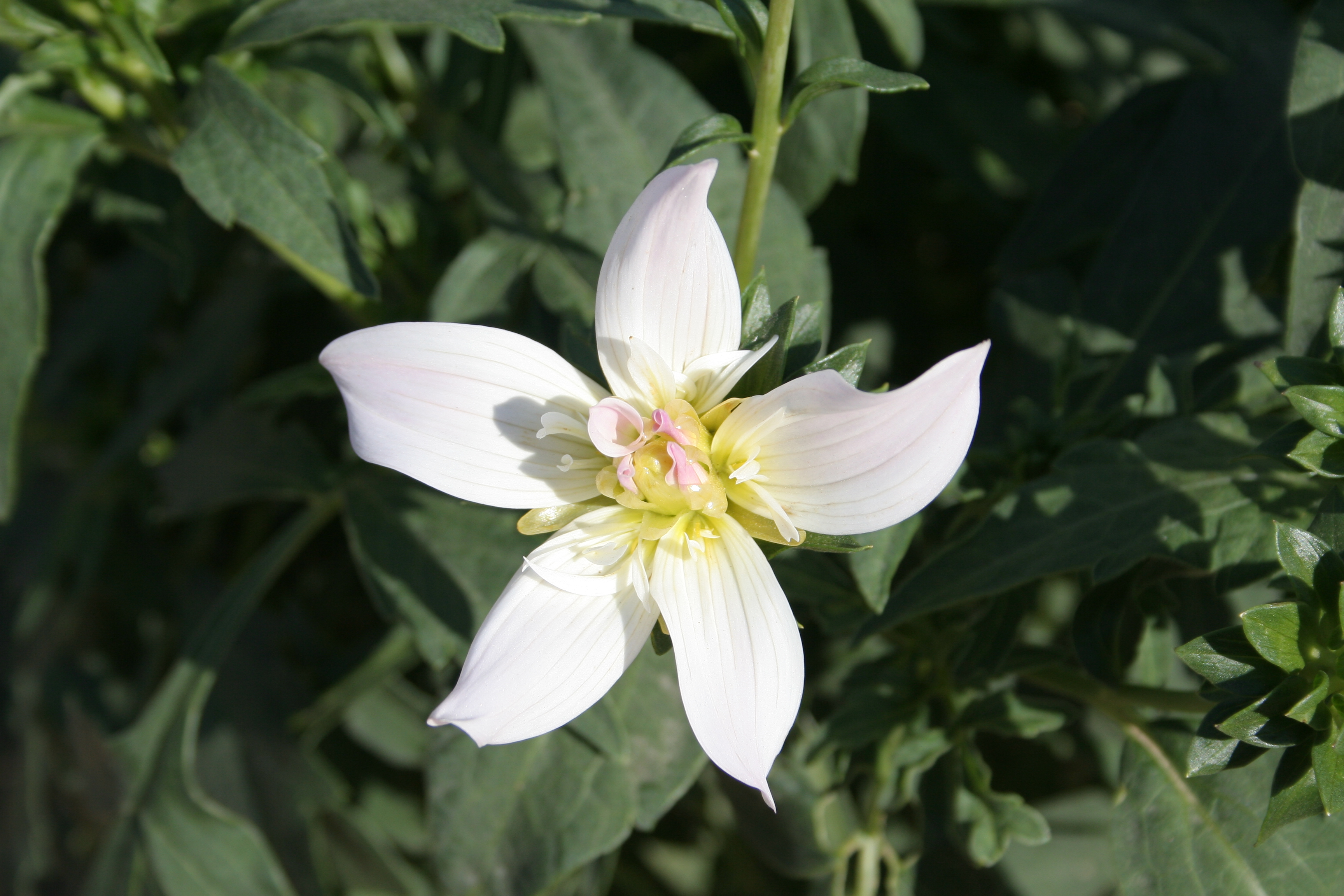
Жоржина сорту Крістіан Лагадек, Франція
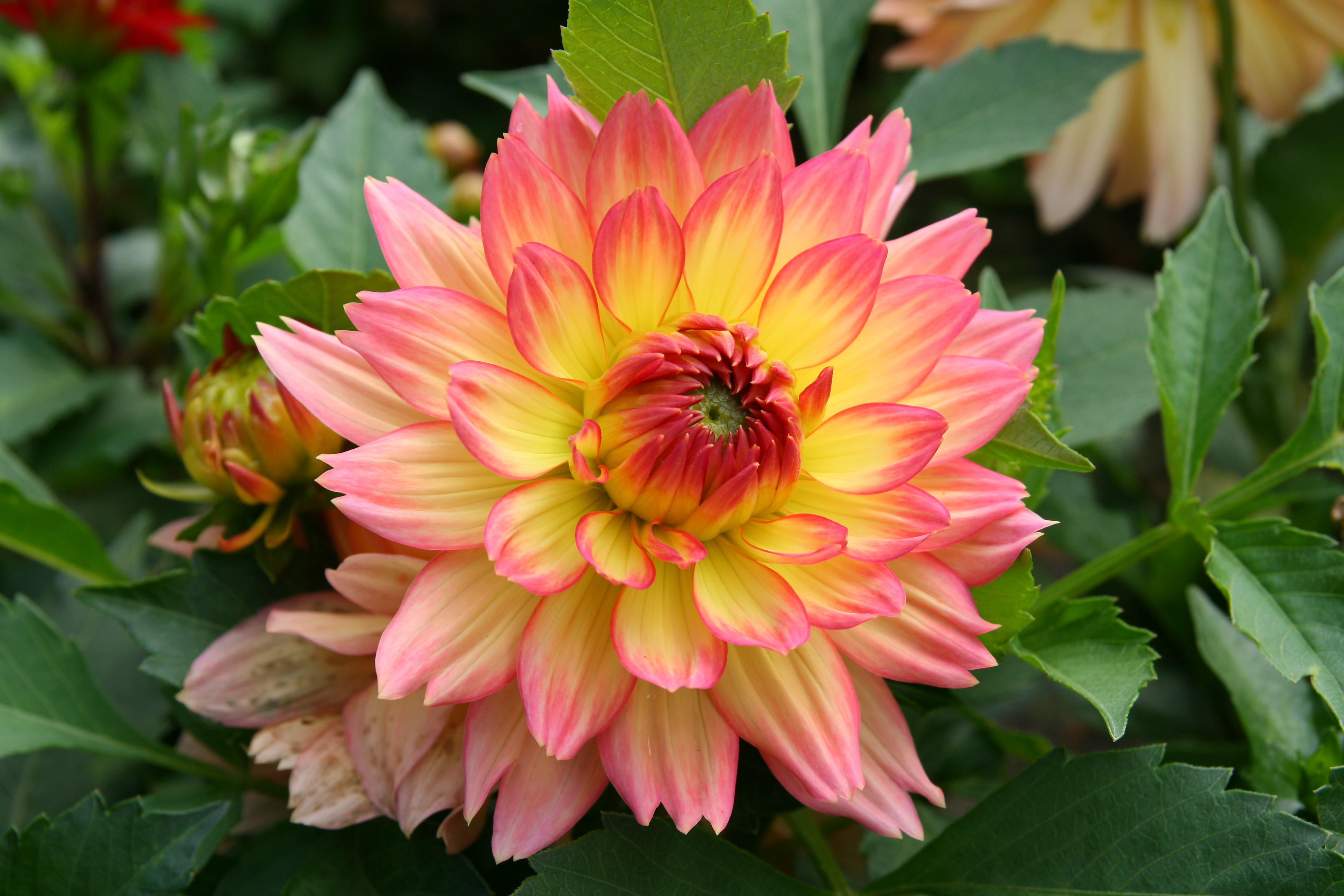
Жоржина сорту Грейсленд
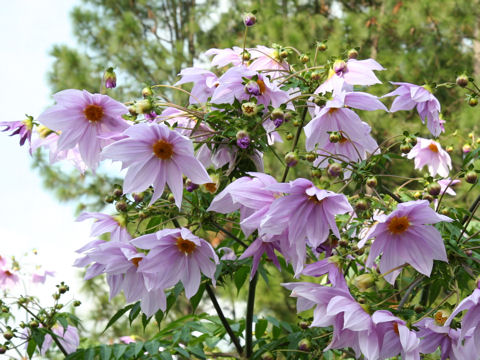
Мексиканські жоржини, що сягають кілька метрів у висоту
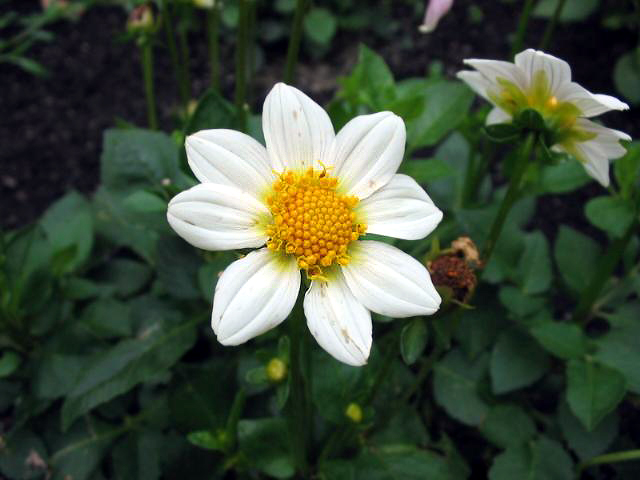
Однорядний сорт Бомбін
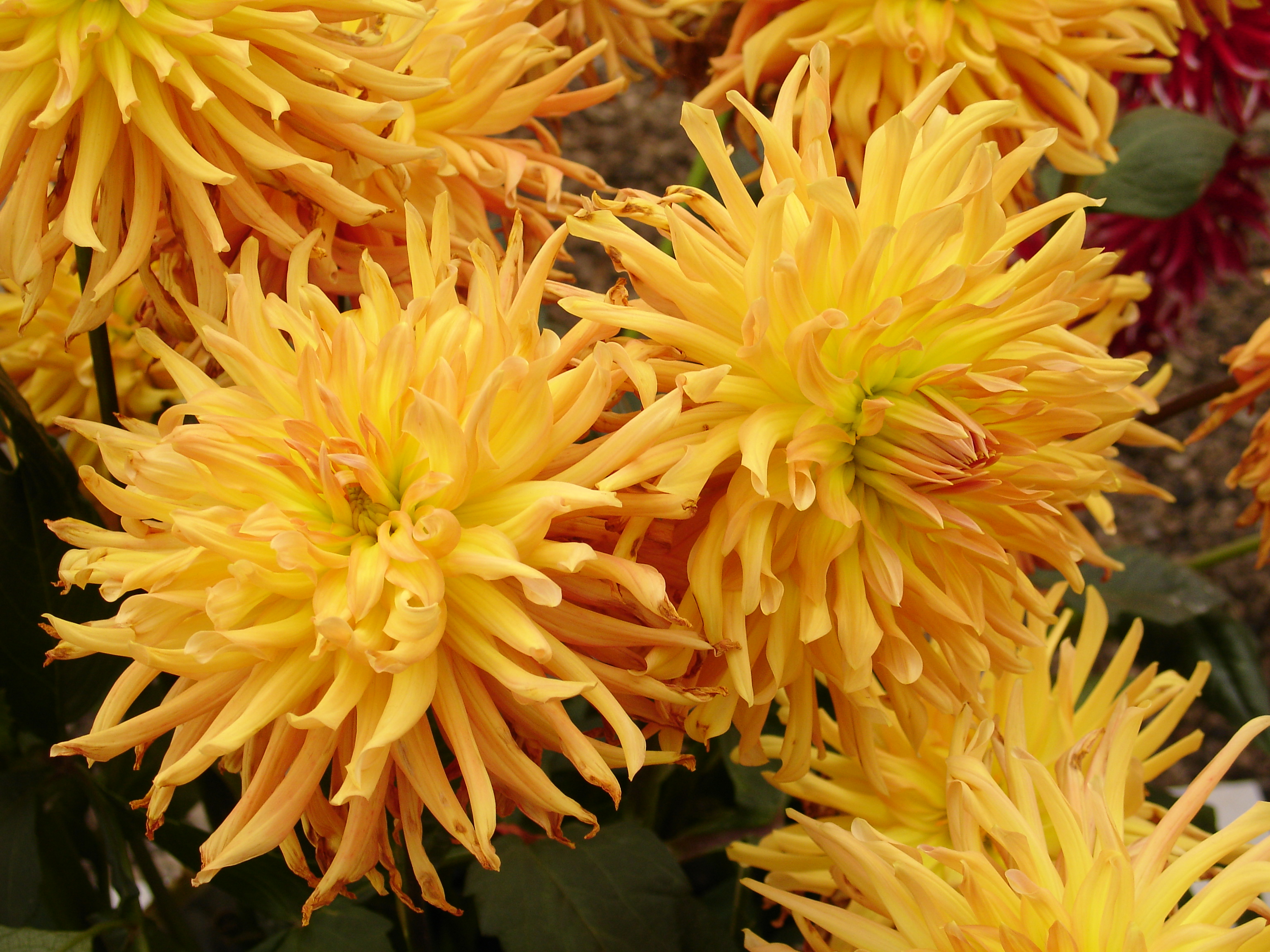
Жовта напівкактусова жоржина
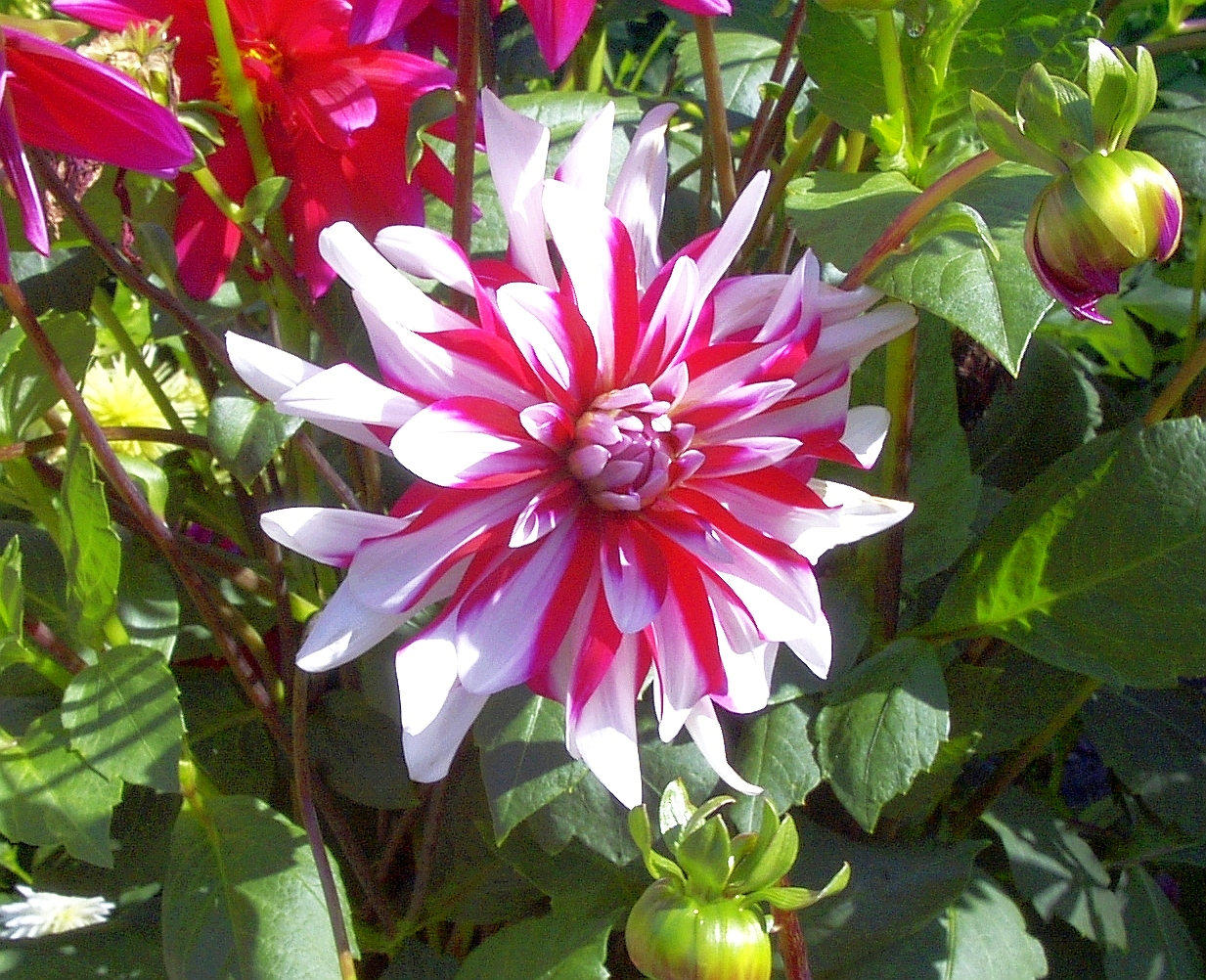
Гібрід жоржини
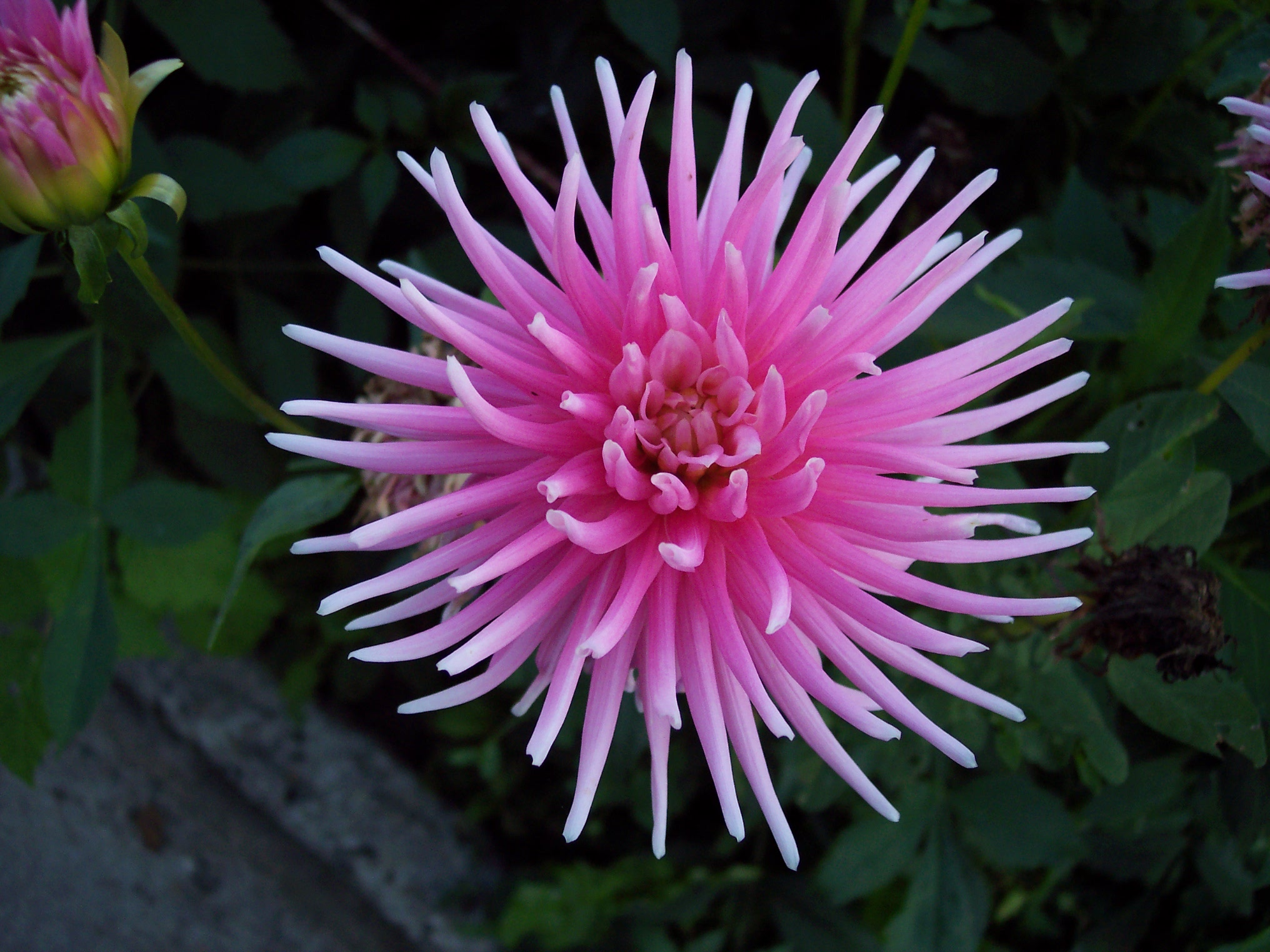
Жоржина Танці в саду

## Класифікація
Інтенсивна селекційна робота, що проводилася в багатьох країнах світу впродовж двох століть, призвела до створення величезної кількості сортів жоржин — зараз їх вже налічується кілька десятків тисяч. Вони настільки різноманітні, що виникла необхідність їх садової класифікації.
У Брюсселі в 1962 році була вироблена і прийнята міжнародна класифікація, яка замінила старі національні. За цією класифікацією всі сорти жоржин розбиті на 10 секцій, груп або класів:
1. немахрові,
2. анемоновидні,
3. комірчкові,
4. піоновидні,
5. декоративні,
6. кулясті,
7. помпонні,
8. кактусові,
9. напівкактусові,
10. перехідні (змішані).

До тієї чи іншої секції сорти зараховуються за ознаками махровості, будови і форми суцвіття і форми пелюсток.

### За розміром стебла
Залежно від розміру куща далії ділять на декілька типів:
- карликові — не більше 60 см;
- низькорослі — не більше 80 см;
- середньорослі — до 120 см;
- високорослі — до 150 см.

У 1983 році головним ботанічним садом АН СРСР у довідковому виданні «Квітково-декоративні рослини» за редакцією В. М. Билова була опублікована нова класифікація: на основі якої сорти жоржин об'єднуються в 12 класів:
- однорядні,
- анемоновидні,
- комірчкові,
- піоновидні,
- кактусові з вигнутими пелюстками,
- кулясті,
- помпонні,
- декоративні,
- німфейні,
- змішані,
- напівкактусові.

Зараз ботанічні види в культурі не використовуються, поступившись місцем сортам гібридного походження об'єднаних під назвою Георгіна культурна, або мінлива (Dahlia × cultorum).

## Види
Рід включає приблизно 40 видів:
1. Dahlia apiculata
2. Dahlia atropurpurea
3. Dahlia australis
4. Dahlia brevis
5. Dahlia calzadana
6. Dahlia campanulata
7. Dahlia coccinea
8. Dahlia congestifolia
9. Dahlia cordifolia
10. Dahlia cuspidata
11. Dahlia dissecta
12. Dahlia excelsa
13. Dahlia foeniculifolia
14. Dahlia hintonii
15. Dahlia hjertingii
16. Dahlia imperialis
17. Dahlia linearis
18. Dahlia macdougallii
19. Dahlia merckii
20. Dahlia mixtecana
21. Dahlia mollis
22. Dahlia moorei
23. Dahlia neglecta
24. Dahlia parvibracteata
25. Dahlia pinnata
26. Dahlia pteropoda
27. Dahlia pugana
28. Dahlia purpusii
29. Dahlia rudis
30. Dahlia rupicola
31. Dahlia scapigera
32. Dahlia scapigeroides
33. Dahlia sherffii
34. Dahlia sorensenii
35. Dahlia spectabilis
36. Dahlia sublignosa
37. Dahlia tamaulipana
38. Dahlia tenuicaulis
39. Dahlia tenuis
40. Dahlia tubulata
41. Dahlia wixarika